# Runhällen
Runhällen is een plaats in de gemeente Heby in het landschap Uppland en de provincie Uppsala län in Zweden. De plaats heeft 213 inwoners (2005) en een oppervlakte van 50 hectare.

## Verkeer en vervoer
Bij de plaats loopt de Riksväg 56.